# 猿拂村
猿拂村（日语：／ Sarufutsu mura */?）是位於日本北海道宗谷綜合振興局東北部的村，隸屬於宗谷郡，也是日本全國最北方的村。 當地人口多集中在鬼志別地區與國道238號沿線。猿拂村是日本面積第二大和北海道面積最大的村。當地以漁業和酪農業為主，其中扇貝的捕獲量在日本名列前茅，猿拂村居民的年均收入也因此逐年攀升。根據統計，2020年當地的個人年收入平均約為531.1萬日圓，在日本全國的行政區中位居第12名。2022年的個人年收入平均則約732萬日圓，位居全日本第6名。
村名源自阿伊努語的「saro-puto」，意思為「蘆原的河口」。

## 地理
猿拂村境內約85%的面積被山林與原野覆蓋。西部坐落著海拔20至300公尺的宗谷丘陵，其中海拔427公尺的幌尻山為當地的最高峰。猿拂川等發源自宗谷丘陵的河川流經村内，並在東邊注入鄂霍茨克海。上述河川的下游地區則多為大小不一的沼澤與濕原。而日本自衛隊設於村內的「鬼志別演習場」為日本自衛隊最北端的演習場。

### 氣候
猿拂村受到從鄂霍茨克海吹來的海風影響，因此一年四季的氣候皆較為涼冷。當地的年降雨量約為800至1200毫米。年末至隔年2月時常出現暴風雪，其積雪深度多為1公尺左右。當地的空氣在雪融化後至5月時相當乾燥，但若來自鄂霍茨克海的高氣壓長期停留在上空時，便會在當地產生低溫且潮濕的霧。而猿拂村冬季時的日照時數也較日本海一側的行政區多。

## 歷史
「猿拂」此一地名首次出現在文化4年（1807年）跟隨近藤重藏來到宗谷的幕吏田草川傳次郎的「西蝦夷日記」中。大正13年（1924年）1月1日，當地從宗谷村（現已併入稚內市）分村，形成現今的猿拂村。
昭和14年（1939年）12月，蘇聯籍的客輪「Indigirka」號在猿拂村的海岸附近擱淺，並造成船上700多人死亡，其中多為蘇聯的囚犯。當時當地的居民救出船上大部分的船員（約400多名），並在救援結束後為罹難者舉行慰靈祭。1971年，猿拂村在鄰近鄂霍茨克海的道之驛「猿拂公園」附近豎立此次船難的紀念碑。

## 行政
現任村長伊藤浩一於2021年11月在選舉中第二次成功連任，其任期將持續至2025年12月。

## 經濟
根據日本2020年的國勢調查統計，猿拂村的就業人口中約32.5%從事第一級產業，25.4%的就業人口從事第二級產業，43.1%則從事第三級產業。當地的核心產業為漁業與酪農業。由於猿拂村的氣候涼冷且土質為泥炭土，因此當地的農業以酪農業為主，但近年來從事酪農業的農戶數量有下降的趨勢。而猿拂村為日本扇貝捕獲量最多的地區之一，因此當地也相當盛行水產加工的產業。根據統計，2019年猿拂村的水產捕獲量為49,909公噸，產值約為76億5200萬日圓，其中扇貝就佔水產總捕獲量的96.8%。而當地每年受惠於豐碩的扇貝漁獲量，因此居民的年均收入也逐年增加。根據資料顯示，2020年當地的個人年收入平均約為531.1萬日圓，在日本全國的行政區中位居第12名。2022年的個人年收入平均則約732萬日圓，位居全日本第6名。
由於猿拂村内擁有北鄂霍茨克道立自然公園等自然景觀，因此吸引觀光客前來。根據統計，2016年至2019年猿拂村每年約有11.3萬至15.7萬名遊客到訪，2020年則受到嚴重特殊傳染性肺炎疫情的影響下降至9.28萬人。

## 教育
猿拂村内共有4所小學校與1所中學校。根據2020年的統計，村内共有154名小學生與76名中學生。

## 交通
國道238號沿著猿拂村的沿海地區延伸，為當地的重要交通幹道之一。鐵路方面，JR北海道的天北線過去曾通過猿拂村，並在境內設置鬼志別站等車站。但天北線已於1989年5月停駛。目前距離當地最近的車站為北海道旅客鐵道宗谷本線上的車站。

## 姊妹城市
猿拂村與以下日本行政區為友好姐妹城市:
| 市町村 | 都道府縣 | 締結日期       |
| ------ | -------- | -------------- |
| 內灘町 | 石川縣   | 2015年10月25日 |

猿拂村與以下外國行政區為友好姐妹城市:
| 國家   | 城市                             | 締結日期   |
| ------ | -------------------------------- | ---------- |
| 俄羅斯 | 俄卓爾斯科耶（薩哈林州科沙可夫） | 1990年12月 |

## 外部連結
- （日語）猿拂村漁會 （页面存档备份，存于）
- （日語）猿拂村國民健康保險醫院
- （日語）天北線的介紹（猿拂村官方網頁）
- （日語）天北線的介紹 （页面存档备份，存于）（濱頓別町官方網頁）